# Paratephritis karura
Paratephritis karura är en tvåvingeart som beskrevs av Munro 1957. Paratephritis karura ingår i släktet Paratephritis och familjen borrflugor.
Artens utbredningsområde är Kenya. Inga underarter finns listade i Catalogue of Life.